# 普日貝謝夫斯基島
普日貝謝夫斯基島（英語：Przybyszewski Island）是南極洲的島嶼，位於瑪麗伯德地，處於克羅嫩韋特島以東6公里，屬於馬歇爾群島的一部分，長22公里，由美國海軍繪入地圖，現時由南極條約體系管理。